# حيرام جيل
حيرام جيل (بالإنجليزية: Hiram Gill)‏ هو سياسي أمريكي، ولد في 23 أغسطس 1866 في الولايات المتحدة، وتوفي في 7 يناير 1919 في نفس البلد. حزبياً، نشط في الحزب الجمهوري.